# Перцев, Григорий Михайлович
Григорий Михайлович Перцев (род. 21 сентября 1929 в селе Михаловское Верхне-Теплянского района Луганской области УССР — умер 27 октября 2005 в Генуе, Италия) — советский и российский художник (монументалист, живописец, авангардист, сюрреалист), педагог, реставратор. Член Союза художников СССР (с 1969 года) и Союза художников России, участник региональных, республиканских и международных выставок, Заслуженный деятель искусств РСФСР. В период с 1971 по 1978 год был главным художником города Воронежа. Работы хранятся в музеях: музей Крамского г.Воронеж, Новомосковский историко-художественный музей,Московский музей Космонавтики и во многих других.

## Биография
Григорий Перцев родился 21 сентября 1929 года в селе Михаловское Верхне-Теплянского района Луганской области УССР в семье зажиточного купца-пайщика Михаила Кузьмича Перцева и Ирины Николаевны Пшеничной. Дед, Кузьма Алексеевич Перцев, был сослан на поселение в Сибирь в 1921 году, а впоследствии расстрелян, имущество деда (кузня, большой дом, лабаз и сад, земельные участки) было национализировано советской властью. Григорий Перцев рассказывал:
«Мать Ирина Николаевна Пшеничнова часто и горько вспоминала об этом времени, когда арестовали деда, семью из большого просторного дома выкинули на улицу, брат деда Афанасий Перцев смог бежать, смог забрать спасти какие то ценности, и вся семья многие годы надеялась, что он жив, хотелось бы встретиться с ним через много лет. События 1920 годов повлияли на мое решение дистанцироваться от правящей власти, поэтому я никогда не был членом КПСС.»
В военные годы в 1942 году в возрасте 13 лет Григорий помогал в станице Михайловское вспахивать поля, освоил работу на тракторе. В 1947 году Григорий поступает в Луганское художественное училище и успешно заканчивает его в 1953 году. Далее служба в Вооружённых силах СССР до 1957 года. Поступил в Харьковский художественно-промышленный институт, где учился в 1958—1964 годах, окончив с отличием факультет «Монументальное искусство». Работы Григория Перцева хранятся на кафедре живописи в методфонде ХХПИ (ныне Харьковская государственная академия дизайна и искусств). Практику проходил в ГДР в Дрезденской художественной галерее (1966—1967). С 1968 года начал участвовать в региональных, республиканских и международных выставках и вступает Союз художников СССР. Проживал в городах Донецк, Николаев, Харьков, был распределён в Воронежский союз Художников в 1969 году. С 1971 по 1978 год был главным художником города Воронежа. Работы Перцева Григория и статьи о нем неоднократно публиковались в журналах «Искусство», «Декоративное искусство СССР» .
С 1969 по 1986 жил и работал в Воронеж, затем приобрёл дом в г. Кисловодск, где жил и занимался живописью, реставрировал мозаичное панно на архитектурном объекте «Нарзанные ванны». Создал галерею портретов «Казаки». В 2001 году жил и работал в Генуе (Италии), где и скончался 27 октября 2005 года. Похоронен на кладбище Cimitero monumentale di Staglieno в Генуе. В память о Перцеве Григории Михайловиче на доме где он жил в городе Генуя установлена памятная табличка.

## Личная жизнь
Первая жена — Лариса Николаевна Иванова, телережиссёр, сын — Игорь Григорьевич Перцев (1961—2014) художник-абстракционист, последние годы жил в Канаде.
Вторая жена — Тамара Константиновна Гребенешникова (von Höppe)  / Перцева (1954 ), музыкант, ведущая воронежского ТВ в 1970-х годах. Дети:
- дочь Млада Григорьевна Перцева (Mlada Pertseva)[3] художник, дизайнер, график, (Швейцария), сын Григорий Григорьевич Перцев художник-иллюстратор  (США).
- сын Михаил Григорьевич Перцев, скульптор (Россия, Канада).

## Выставки и творческая деятельность
Среди наиболее значимых выставок в которых участвовал Григорий Перцев:
- 1975—1977 — Международная выставка в Центральном выставочном зале «Манеж» (Москва), монументальное полотно «Малая Земля» (480,5 × 690 см), работа удостоена гран-при и куплена для экспозиции в городе Сюрен (Франция).
- 1980 — Международная выставка в Ленинграде. Полотно «Память отца».
- 1981 — Международная выставка в Москве ЦДХ, триптих «Времена года».
- 1983 — Выставка Memorie (Венеция, Италия). Натюрморт «Свет и тень» (авангард).

Григорий Перцев автор многочисленных мозаичных панно, среди наиболее значимых работ панно в Кисловодске на здании всемирно известных Нарзанных ванн вместо утраченного панно созданного в 1885 году по эскизам Михаила Врубеля. Григорий Перцев смог предложить своё решение, которое стилистически прекрасно вписалось в общую концепцию стиля модерн и оформление архитектурного ансамбля комплекса зданий Нарзанных ванн. Работы Перцева хранятся в ряде музеев России, в том числе, в музее им. Крамского (Воронеж, «Автопортрет», «Семья», «Весенний пейзаж»), в музее Рязани (портрет «Мать», «Портрет неизвестной в лисьей шапке»), Кисловодском историко-краеведческом музее (монументальное полотно «Портрет профессора кардиолога Анатолия Лиева»). Живописные полотна Перцева Григория Михайловича хранятся так же в частных коллекциях России, Европы, Италии, Франции и Германии.